# Estación de Tuileries
Tuileries (en español: Tullerías) es una estación de la línea 1 del metro de París, situada bajo la calle Rivoli, en el 1º distrito de la ciudad. Toma el nombre de los jardines adyacentes.

## Historia
La estación fue inaugurada el 19 de julio de 1900 junto a la apertura de la primera línea del metro parisino.

## Descripción
Se compone de dos andenes laterales de 90 metros de longitud y de dos vías. Aunque inicialmente sólo medía 75 metros fue ampliada, como otras estaciones de la línea 1, hasta los 90 metros gracias a una cripta. 
En su diseño sigue un esquema que se repite en varias estaciones de la línea 1 donde la clásica bóveda del metro parisino es sustituida por unas paredes verticales, y un techo metálico formado por tramos semicirculares que sostienen unas vigas de acero pintadas, en este caso, de color verde. 
En el año 2000, y coincidiendo con el centenario del metro y de la línea 1 la estación ha sido decorada con grandes paneles, que usando la técnica del collage, muestran hechos destacados de los últimos cien años ordenados por décadas. 
Como todas las estaciones de la línea 1 dispone de puertas de andén.

## Accesos
La estación tiene dos accesos situados en la acera de los números pares de la Calle Rivoli frente a los números 206 y 210. Ambos, obra de Hector Guimard, están catalogados como monumento histórico.